# Jüdischer Friedhof (Parchim)
Die Stadt Parchim im Landkreis Ludwigslust-Parchim in Mecklenburg-Vorpommern besaß zwei jüdische Friedhöfe, die beide nicht mehr existieren.

## Der mittelalterliche Friedhof
Parchim gehört zu jenen Städten Mecklenburgs, in denen eine mittelalterliche jüdische Gemeinde nachweisbar ist. Beweis dafür sind eine Reihe von Grabsteinen, deren ältester auf das Jahr 1304, der jüngste auf 1346 datiert werden konnten. Anscheinend hörte in jener Zeit die kleine Gemeinde auf zu existieren. Als Grund werden die verheerenden Pestpogrome angenommen. Insgesamt konnten 36 Grabsteine nachgewiesen werden, die beim nördlichen Anbau der Marienkirche und des Kreuztores in der zweiten Hälfte des 15. Jahrhunderts verwendet wurden. Zwei weitere Steine konnten bei Bauarbeiten vor dem Kreuztor in den 1920er Jahren geborgen werden. Dort – in Höhe des heutigen Grundstückes Flörkestr. 44 (53° 25′ 0″ N, 11° 50′ 0″ O) – hat anscheinend der alte Friedhof gelegen.

## Der neue Friedhof
Dieser Friedhof wurde nach der Neuansiedlung einer jüdischen Gemeinde in der zweiten Hälfte des 18. Jahrhunderts am Westufer des Wockersees (Voigtsdorfer Weg 53° 26′ 10,3″ N, 11° 51′ 16,4″ O) angelegt und später mehrfach auf insgesamt ca. 2.200 m² erweitert. Die letzte Beisetzung fand 1938 statt. In der Zeit des Nationalsozialismus (1943) ist der Friedhof geschändet worden. 1947 gestaltete man den Friedhof mit erhaltenen Grabsteinen zu einer Gedenkstätte um. Die jüdische Landesgemeinde überließ 1969 der Stadt Parchim das Gelände zur Einrichtung einer Badeanstalt.

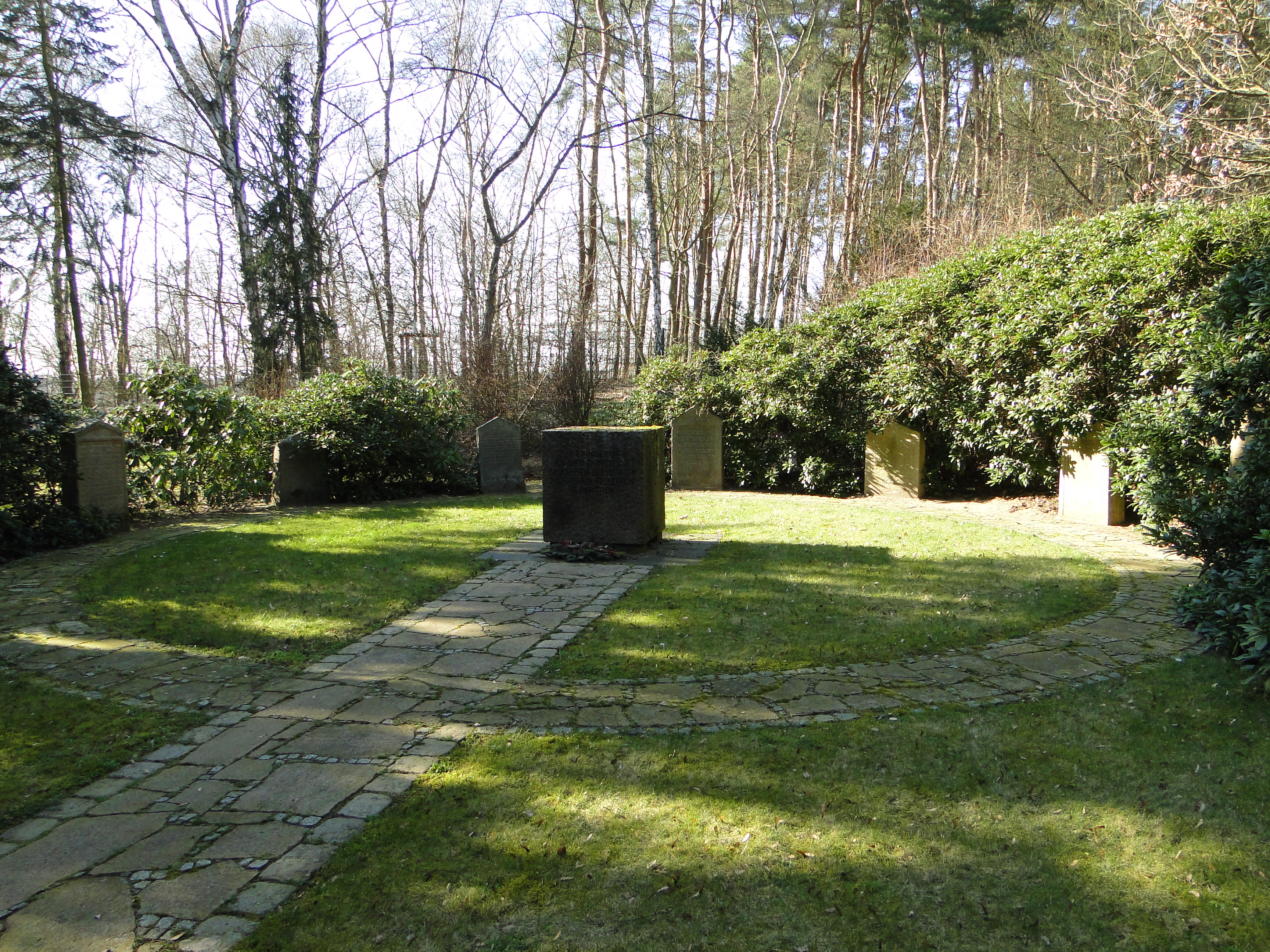
Gedenkstätte auf dem Neuen Friedhof

## Gedenkstätte
Die wenigen noch erhaltenen Grabsteine des neuen jüdischen Friedhofes wurden nach dessen Auflassung auf den neuen (städtischen) Friedhof überführt. Dort errichtete man 1971 eine Gedenkstätte. Um einen Gedenkstein, der auf Bruchstücken jüdischer Grabsteine ruht, sind sieben Grabsteine gruppiert. Der Gedenkstein trägt die Inschriften: „Zur Erinnerung an den durch die Faschisten zerstörten jüdischen Friedhof in Parchim“ und „Zum Gedenken an die Millionen Gemordeten und als Mahnung für die Lebenden“. In der Nähe stehen drei weitere Grabsteine, von denen einer vom mittelalterlichen Friedhof stammt.